# 십정동
십정동(十井洞)은 인천광역시 부평구에 위치한 법정동이다. 법정동으로서의 십정동은 행정동 십정1동과 십정2동으로 이루어져 있다.
동암역의 서측 행정구역으로  열우물전통시장이 위치하고 있는 지역이면서, 열우물로 기준으로 도시 주거환경이 개선 및 변화되어가는 지역이기도 하다.

## 유래
십정동은 구한말에는 인천부 주안면 십정리 지역으로 우물 10개가 있으므로 열우물 또는 십정(十井), 십정리라 하였다. 또다른 일설에는 현 상정초등학교가 있는 위쪽에 큰 대동우물이 있어 물량이 많고 아무리 추워도 물이 따뜻한 열(熱)이 많이 나는 우물이라 하였다는 말도 있다.
백운역에서 동암역 사이를 열우물고개라 하고 이 고개 너머 산중턱에 있는 마을을 열우물이라 한다. 열우물은 다른 마을에서는 대동우물 하나 파기에도 온 마을 사람들이 서둘러 몇 날 몇 달이 걸렸는데 이 마을에서는 혼자서 몇 시간이면 우물을 팔 수 있어서 몇 집 안 되는 마을 사람들이 너도 나도 우물을 파서 한 마을에 우물이 열 개도 넘는다 하여 열우물이라 하였다고 전한다.
십정이나 십정리는 열우물을 한자로 표기한 것이다. 일설에는 십정은 십정(十丁)의 오기로 십정리(十丁里)는 이곳에서 산맥이 십(十)자로 교차되어 생긴 이름이라고 한다. 즉 소래산 산맥이 서쪽으로 흘러 주안산에 이르러 크게 꺽이어 계양산 남쪽 줄기인 원적산 줄기와 교차되어 대정(大丁)도 생기고 십정(十丁)도 생겼다는 것이다.

## 연혁
- 1883년 인천부 주안면 상십정1동
- 1914년 부천군 다주면 십정리
- 1936년 부천군 문학면 십정리
- 1940년 인천부 대도정(大島町) (인천부 재편입)
- 1946년 인천부 십정동
- 1949년 인천시 십정동
- 1975년 4월 5일 동청사 신축 (1층 : 54.6평)
- 1981년 7월 1일 인천직할시 승격[2]
- 1985년 1월 5일 십정 1, 2동 분동[3]
- 1995년 1월 1일 인천광역시로 명칭변경[4]
- 1995년 3월 1일 부평구로 명칭변경[5]

## 교육
- 십정초등학교
- 백운초등학교
- 상정초등학교
- 동암초등학교
- 상정중학교
- 상정고등학교
- 인천제일고등학교

## 문화
- 열우물전통시장

## 아파트
| 단지명              | 주소           | 시행사                                 | 건설사                     | 입주       | 비고 |
| ------------------- | -------------- | -------------------------------------- | -------------------------- | ---------- | ---- |
| 부평 금호어울림     | 금호산업       | 대한토지신탁㈜                         | 부평구 경원대로1110번길 20 | 2008년 6월 |      |
| 부평 힐스테이트     | 현대건설       | 현대건설                               | 부평구 경원대로 1192       | 2023년 6월 |      |
| 동암신동아          | 신동아건설     | 신동아건설㈜ 창보종합건설㈜ 백영건설㈜ | 부평구 아트센터로 118      | 2000년 9월 |      |
| 더샵 부평센트럴시티 | 포스코건설     | 인천도시공사                           | 부평구 열우물로 90         | 2022년 5월 |      |
| 십정뜨란채          | ㈜효동종합건설 | 대한주택공사                           | 부평구 이규보로 79         | 2005년 7월 |      |

## 사진

### 시설 및 구조물

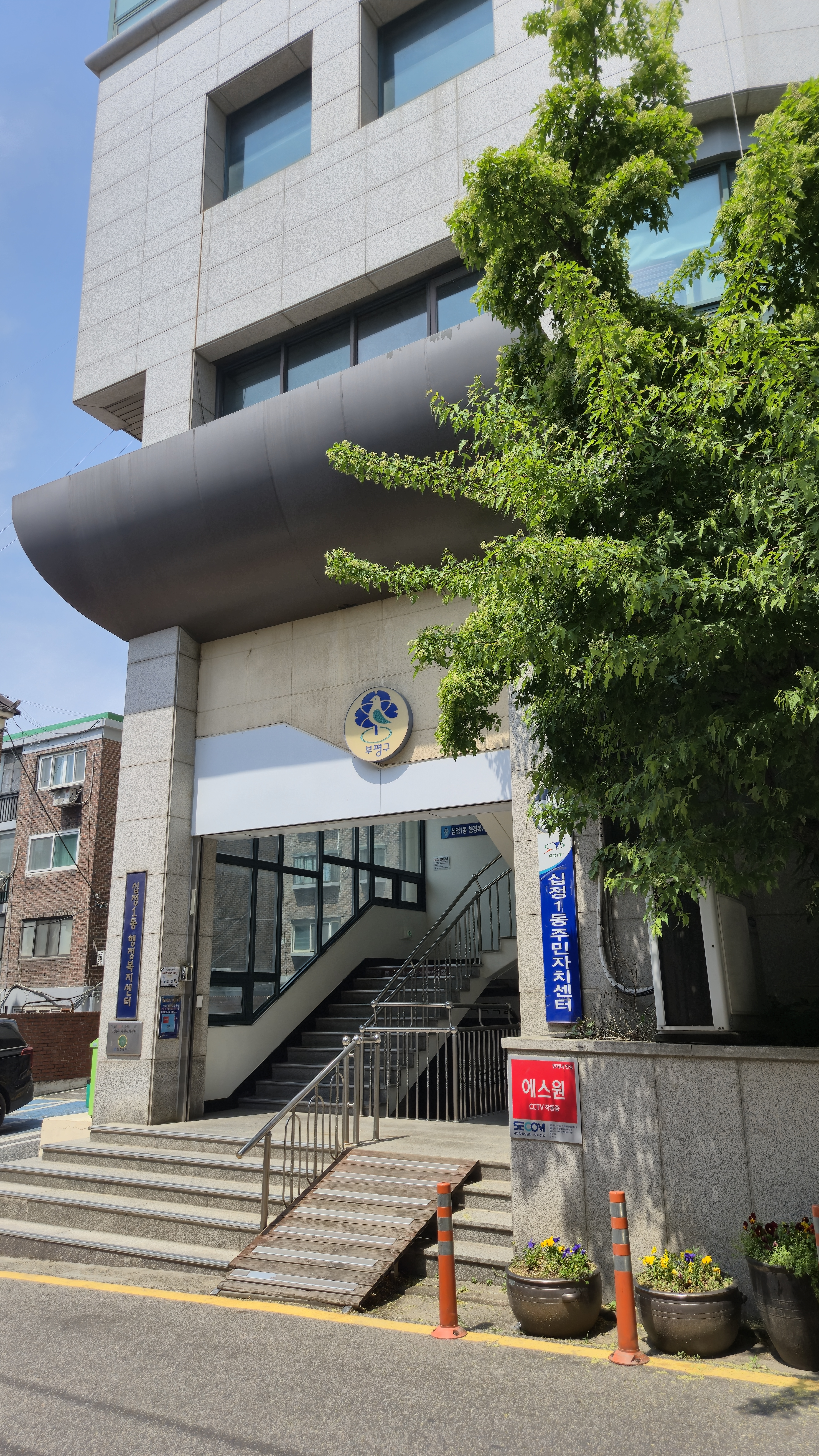
십정1동 행정복지센터 입구
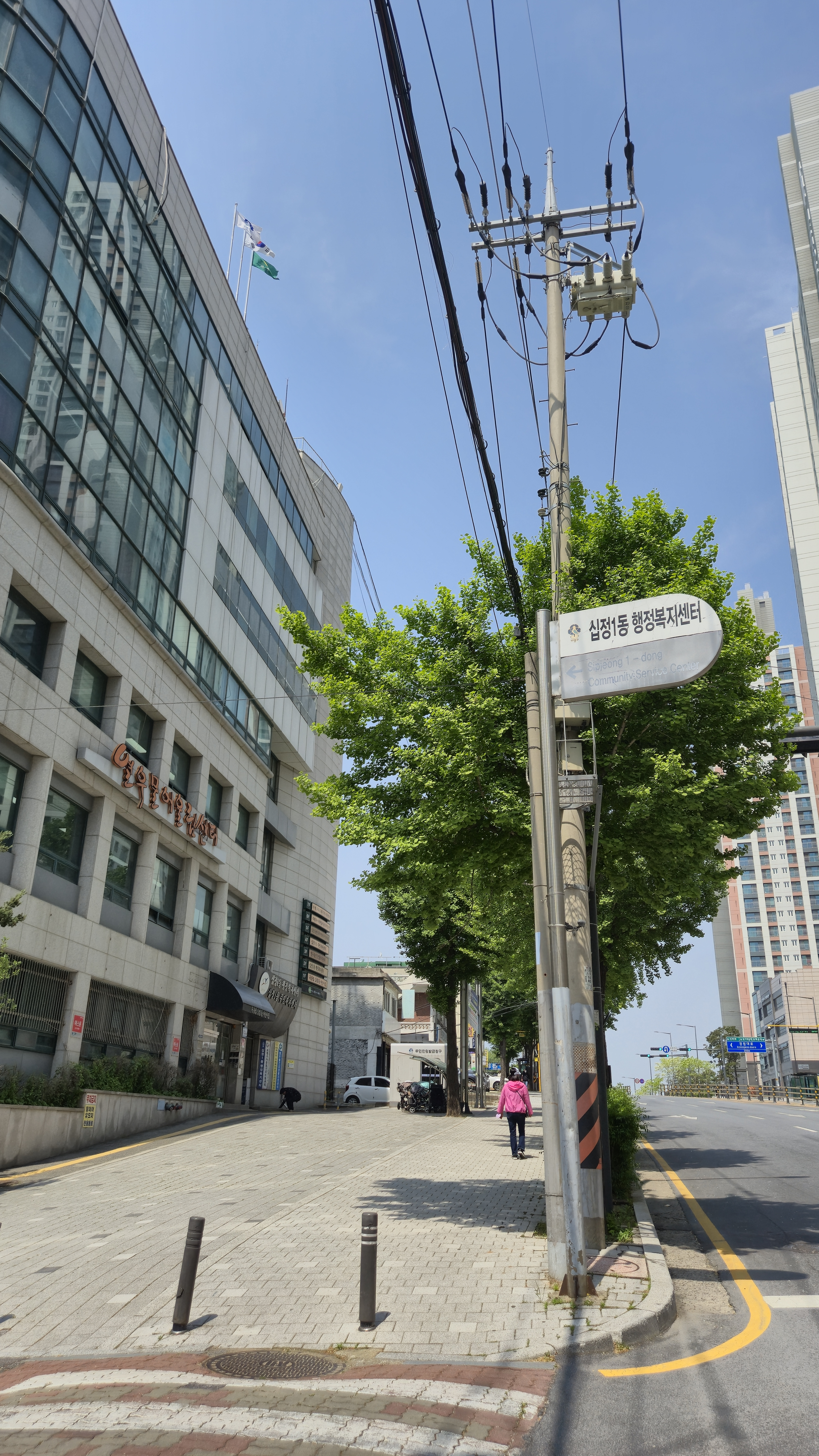
십정1동 행정복지센터 표지판
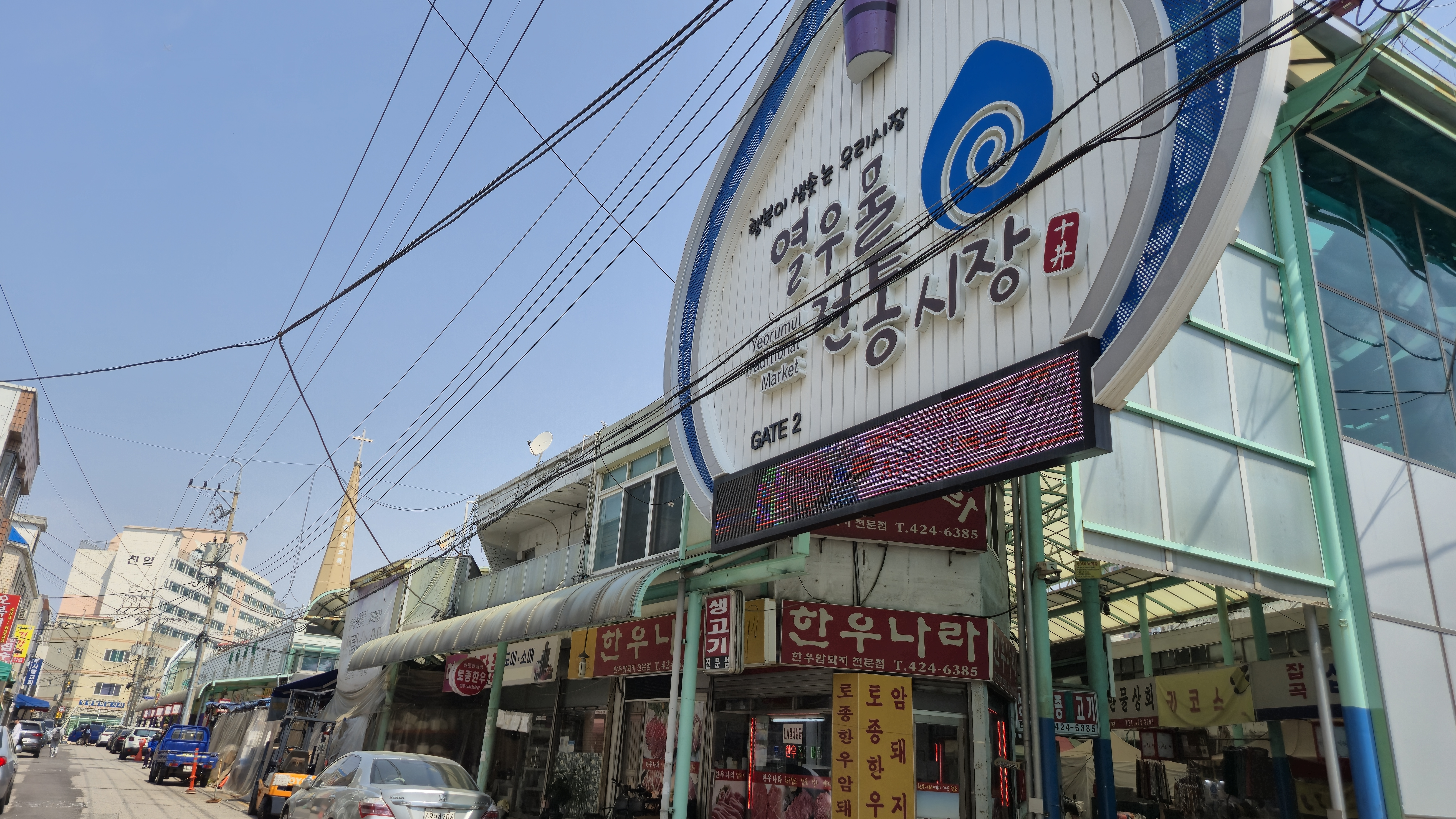
열우물전통시장
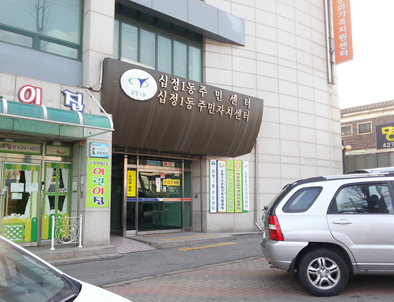
(구)십정1동 주민센터(2016년 경)
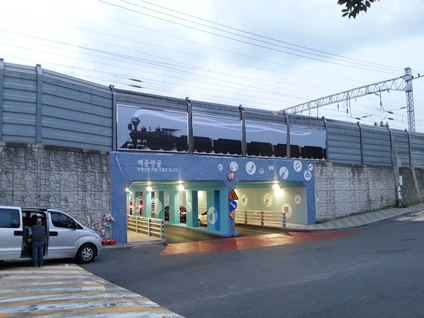
백운쌍굴 (백운역 인근의 굴다리)
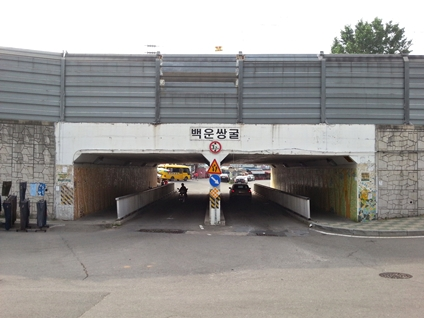
백운쌍굴 (백운역 인근의 굴다리)

## 교통

### 철도
- 동암역
- 백운역

### 도로
- 경인로
- 경원대로
- 백범로
- 예술로
- 아트센터로